# 河西省 (越南)
河西省（越南语：／）是越南1965年至2008年间的一個省，位於紅河三角洲，省莅河东市。

## 地理
河西省位於紅河三角洲上，與河內市、海陽省、河南省、富壽省、和平省相鄰。此省越族的人口佔99%，其他為芒、傜等少數民族。
河西省屬於熱帶季風氣候，受地形因素又細分成三種氣候：平原因海風影響，既熱又潮濕；丘陵區則受西風影響，為溫帶大陸性氣候；巴位山區為溫帶氣候，全年平均溫18°C。

## 历史
河西省原为河东省和山西省两省。
1965年4月21日，河东省和山西省合并为河西省，省莅河东市社。7月1日，河西省正式成立。
河西省下辖2市社14县：山西市社、河东市社、不拔县、从善县、石室县、国威县、福寿县、广威县（原山西省6县）；彰美县、丹凤县、怀德县、美德县、富川县、青威县、常信县和应和县（原河东省8县）。
1968年7月26日，广威县、从善县和不拔县合并为巴位县。
1969年9月15日，青威县1社和怀德县1社划归河东市社管辖；福寿县和石室县合并为福石县，丹凤县和怀德县合并为丹怀县。后来，福石县分设为福寿县和石室县，丹怀县分设为丹凤县和怀德县。
1972年10月16日，巴位县1社2村划归山西市社管辖。
1975年12月27日，河西省和和平省合并为河山平省。
1978年12月29日，河东市社、山西市社、巴位县、福寿县、石室县、丹凤县、怀德县2市社5县和国威县、彰美县、青威县、常信县的部分社划归河内市。因河东市社为河山平省省莅，实际并未划归河内市。
1982年6月2日，巴位县7社划归山西市社管辖，巴位县2社划归福寿县管辖。
1991年8月12日，河山平省撤销，恢复为河西省和和平省，河内市下辖山西市社、巴位县、福寿县、石室县、丹凤县、怀德县1市社5县重新划归河西省。河西省下辖2市社12县。
2006年1月4日，彰美县部分区域划归青威县管辖；青威县2社和怀德县1社划归河东市社管辖。
2006年12月27日，河东市社改制为河东市。
2007年8月2日，山西市社改制为山西市。
2008年5月29日，越南国会通过决议，河西省自2008年8月1日起并入河内市。

## 行政區劃
2008年，河西省下轄2市12縣，省莅河东市。
- 河東市（Thành phố Hà Đông）
- 山西市（Thành phố Sơn Tây）
- 巴位縣（Huyện Ba Vì）
- 彰美縣（Huyện Chương Mỹ）
- 丹鳳縣（Huyện Đan Phượng）
- 懷德縣（Huyện Hoài Đức）
- 美德縣（Huyện Mỹ Đức）
- 富川縣（Huyện Phú Xuyên）
- 福壽縣（Huyện Phúc Thọ）
- 國威縣（Huyện Quốc Oai）
- 石室縣（Huyện Thạch Thất）
- 青威縣（Huyện Thanh Oai）
- 常信縣（Huyện Thường Tín）
- 應和縣（Huyện Ứng Hòa）

## 旅游
河西省位於首都河內的西南方並為其門戶，著名景點有柴寺（Chùa Thầy）、香寺（Chùa Hương）、香迹寺（Chùa Hương Tích）、西方寺（Chùa Tây Phương）以及數以百計的窯洞。多數節慶和活動集中於元旦之後的三個月內，最有名的是香寺的朝聖之旅及西方寺、柴寺的祭祀活動。